# 豌豆笑传
《豌豆笑传》，是袁伟江的漫画，以7到15岁的小孩为阅读对象，其创作灵感，主要来自作者的儿子。漫画主要描写小学生豌豆与老师、同学、老爸、爷爷和臭皮猪之间的故事。豌豆本身喜欢恶作剧，常用小把戏骗同桌女生和死党，也有好奇心。爱吃麦当劳和喜欢玩电子游戏，爱睡懒觉、看卡通片。在第20卷由四格升为多格。